# 亚历山大·鲍姆约翰
亚历山大·鲍姆约翰（德語：Alexander Baumjohann，1987年1月23日—）是一名德国足球运动员，司职中场，现效力于澳洲職業足球聯賽球队FC悉尼 。

## 生平
年少时的鲍姆约翰是家乡球队Teutonia SuS 20/58 Waltrop度过的。之后他来到了沙尔克04。在2006年2月25日对阵纽伦堡的比赛中，鲍姆约翰在第87分钟被换上场，从而迎来了其首次德甲亮相。随后在2007年1月4日，鲍姆约翰作以一名攻击型中场转会门兴格拉德巴赫。他的首粒入球是在2008年8月30日对阵云达不莱梅的比赛中取得，并引起轰动。那是一记从后场个人盘带70米远并完成射门的入球，此球也被评为德甲当月最佳入球。
鲍姆约翰于2009年7月与门兴格拉德巴赫合同期满后自由转会拜仁慕尼黑。其後又於2010年1月重返母會沙尔克04。

## 榮譽
史浩克零四
- 德國足協盃冠軍：2011年；